# (528381) 2008 ST291
(528381) 2008 ST291, também escrito como (528381) 2008 ST291, é um corpo menor que está localizado no disco disperso, uma região do Sistema Solar. Ele possui uma magnitude absoluta de 4,2 e tem um diâmetro com cerca de 636 km. Isto é o que leva o mesmo a ser considerado como um candidato a planeta anão, ele pode futuramente aumentar a atual lista de planetas anões.

## Descoberta
(528381) 2008 ST291 foi descoberto no dia 24 de setembro de 2008 pelos astrônomo M. E. Schwamb, M. E. Brown e D. L. Rabinowitz.

## Características orbitais

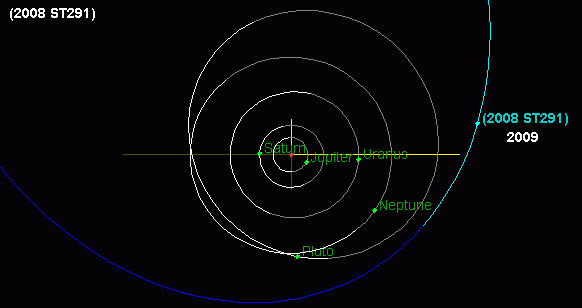
demora mais de 1000 anos para dar uma volta ao Sol. Dentre os planetas anões e dos possíveis candidatos a planetas anões, apenas três corpos (dos quais se tenha conhecimento) com uma órbita maior em torno do Sol, que são Sedna, e.

A órbita de 2008 ST291 tem uma excentricidade de 0,571 e possui um semieixo maior de 98,815 UA. O seu periélio leva o mesmo a uma distância de 42,391 UA em relação ao Sol e seu afélio a 155 UA.
Ele veio ao periélio por volta do ano de 1954, e está atualmente a 59,0 UAs em relação ao Sol. Em 2016 ele irá mover-se além dos 60 UAs do sol.
Ele só foi observado 23 vezes ao longo de três oposições e o conhecimento sobre a sua órbita é de nível 4 (0 é o melhor, sendo 9 o pior).

## Características físicas
Considerando que ele tenha um albedo genérico dos objetos transnetunianos que é de 0,09, (528381) 2008 ST291 tem cerca de 612 km de diâmetro. Mas desde que seu verdadeiro albedo é desconhecido e tem uma magnitude absoluta de 4,2, que poderia deixar facilmente o seu diâmetro em algum lugar entre 370-820 km